# Xuluq
Xuluq är en ort i Azerbajdzjan.   Den ligger i distriktet Qusar Rayonu, i den nordöstra delen av landet, 190 km nordväst om huvudstaden Baku. Xuluq ligger 1 055 meter över havet och antalet invånare är 369.
Terrängen runt Xuluq är huvudsakligen kuperad, men norrut är den bergig. Närmaste större samhälle är Hil, 16,0 km öster om Xuluq. 
Omgivningarna runt Xuluq är en mosaik av jordbruksmark och naturlig växtlighet. Runt Xuluq är det ganska glesbefolkat, med 48 invånare per kvadratkilometer.